# Alles, was wir geben mussten (Film)

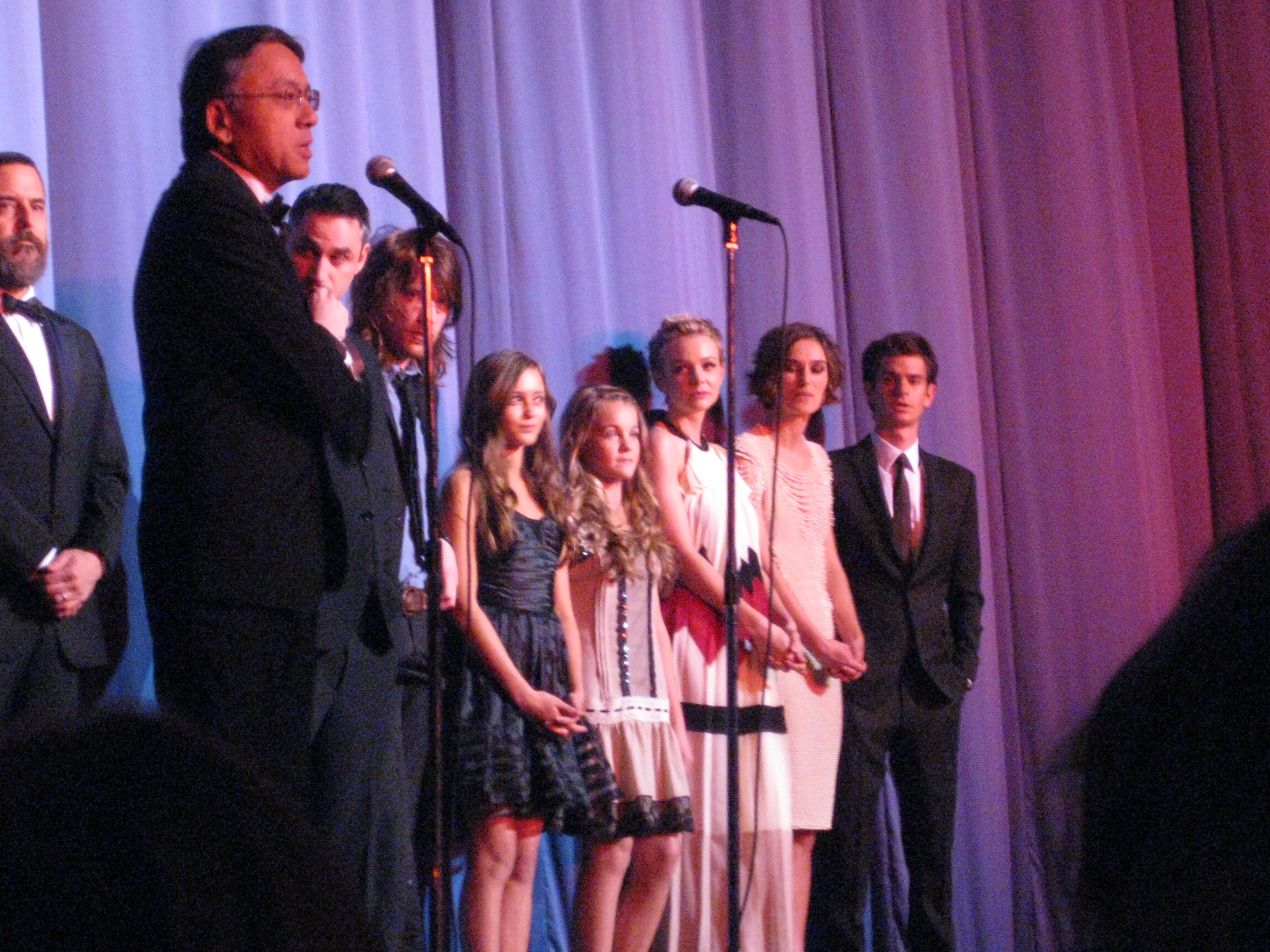
Mark Romanek, Kazuo Ishiguro und weitere Mitwirkende des Films beim London Film Festival 2010

Alles, was wir geben mussten ist ein 2010 entstandener britischer Film des Regisseurs Mark Romanek. Die Hauptrollen sind mit Carey Mulligan, Keira Knightley und Andrew Garfield besetzt. Der Film basiert auf dem Roman Alles, was wir geben mussten des Autors und Literaturnobelpreisträgers Kazuo Ishiguro. Premiere feierte er am 3. September 2010 auf dem Telluride Film Festival in Colorado in den USA. Am 14. April 2011 kam er in die deutschen Kinos.

## Handlung
Die Geschichte wird von Kathy in einer Rückblende erzählt: Ruth, Tommy und sie befinden sich in den 1970er-Jahren als Kinder zusammen in Hailsham, einem scheinbar normalen Internat. Sie leben dort mit vielen anderen Gleichaltrigen, seit sie zurückdenken können. Regelmäßige ärztliche Untersuchungen sind selbstverständlich, und es wird viel Wert darauf gelegt, dass die Schüler gesund und unversehrt sind. Freude bereitet ihnen, dass besonders gute, im Kunstunterricht gefertigte Arbeiten, in einer Galerie ausgestellt werden. Kathy und Ruth sind beste Freundinnen, Tommy eher der gehänselte Außenseiter. Kathy empfindet Mitleid mit Tommy und leistet ihm Gesellschaft, wenn er allein ist, oder sagt ihm im Unterricht vor, damit er nicht ausgelacht wird. Ruth versteht die Verbindung zwischen Kathy und Tommy nicht und ist eifersüchtig. Sie sucht ihrerseits Tommys Nähe, und so geschieht es, dass er sich Kathy entfremdet und immer mehr mit Ruth zusammen ist.
Im Alter von etwa achtzehn Jahren verlassen die drei jungen Menschen Hailsham und wohnen in den sogenannten Cottages. Hier werden sie nicht mehr beaufsichtigt und haben Kontakt zur Außenwelt und zu anderen Jugendlichen. Sie wissen nun Bescheid darüber, dass sie Klone sind und dazu bestimmt, ihre Organe zu spenden. In den Cottages bleiben sie bis zu ihrer ersten Spende. Hier lernen die drei auch Rodney und Chrissie kennen. Von ihnen hören sie, dass es für ein Paar, das sich wirklich liebt, möglich sei, die erste Spende um drei Jahre nach hinten zu verschieben. Ruth und Tommy, die inzwischen ein Liebespaar sind, sind weiterhin eng mit Kathy befreundet, die es nur schwer ertragen kann, die beiden zusammen zu sehen. So beschließt die junge Frau, sich als Betreuerin für Spender zu bewerben, und verlässt daraufhin das Cottage.
Jahre später sieht Kathy Ruth im Krankenhaus wieder. Ruth ist von Tommy getrennt und hat bereits zum zweiten Mal gespendet. Die beiden Frauen fahren zu Tommy, der ebenfalls seine zweite Spende hinter sich hat. Ruth entschuldigt sich bei Tommy und Kathy dafür, sie jahrelang voneinander ferngehalten zu haben. Sie gibt ihnen die Adresse der Galeristin, damit Tommy und Kathy zusammen einen Aufschub bekommen können. Ruth stirbt während ihrer dritten Spende.
Kathy und Tommy kommen sich nun näher. Tommy hat die Hoffnung, dass die Galeristin anhand der in Hailsham gemalten Bilder erkennt, ob ein Paar sich wirklich liebt. Seine Arbeiten wurden in der Schule nie für die Galerie ausgewählt, und so hat er in den zurückliegenden Jahren sehr viel gemalt. Als die beiden die Dame aufsuchen, erfahren sie, dass der Aufschub nur ein Gerücht ist. Die Galerie diente zunächst dazu, zu erforschen, ob die Klone eine Seele haben, und dann dazu, der Außenwelt zu zeigen, dass Klone Gefühle haben und menschlich sind. Damit endet die Rückblende.
Kathy wird Tommys Betreuerin und begleitet ihn zu seiner dritten Spende, bei der er stirbt. Kurz darauf bekommt auch Kathy ihren Bescheid für die erste Spende.

## Synchronisation
| Rolle            | Darsteller/in                                 | Synchronsprecher/in                                |
| ---------------- | --------------------------------------------- | -------------------------------------------------- |
| Kathy            | Izzy Meikle-Small (jung) Carey Mulligan (alt) | Soraya Richter (jung) Maria Koschny (alt)          |
| Ruth             | Ella Purnell (jung) Keira Knightley (alt)     | Shirin Westenfelder (jung) Giuliana Jakobeit (alt) |
| Tommy            | Charlie Rowe (jung) Andrew Garfield (alt)     | Alexander Landmann (jung) Leonhard Mahlich (alt)   |
| Miss Emily       | Charlotte Rampling                            | Krista Posch                                       |
| Miss Geraldine   | Kate Bowes Renna                              | Almut Zydra                                        |
| Miss Lucy        | Sally Hawkins                                 | Tanja Geke                                         |
| Rodney           | Domhnall Gleeson                              | Konrad Bösherz                                     |
| Chrissie         | Andrea Riseborough                            | Anne Helm                                          |
| Amanda           | Hannah Sharp                                  | Paulina-Sara Ociepka                               |
| Arthur           | Oliver Parsons                                | Timon Straka                                       |
| Keffers          | David Sterne                                  | Reinhard Scheunemann                               |
| Krankenschwester | Monica Dolan                                  | Silke Matthias                                     |
| Laura            | Christina Carrafiell                          | Katharina Ritter                                   |
| Madame           | Nathalie Richard                              | Katharina Koschny                                  |

## Kritik
„Wie sich zwischen den ergreifend spielenden Protagonisten eine tragische Dreiecksgeschichte entwickelt, inszeniert Regisseur Mark Romanek (One Hour Photo) mit überraschend stilsicherem Gespür für kitschfreies Gefühlskino. Das Szenario von Humanoiden zweiter Klasse, die von der Gesellschaft ignoriert werden und in einer seltsam unreglementierten Kommune auf ihr festgelegtes Ende hinleben, bietet die Möglichkeit, quasi unter Laborbedingungen alle emotionalen Facetten des Menschseins durchzuspielen. Warum Aufsässigkeit und Freiheitsdrang bei Kathy & Co. nicht dazugehören, wirkt in Kazuo Ishiguros Romanvorlage plausibel. Im Film leider nicht.“

„Und gerade durch seine ruhige, entschleunigte, undramatische Gangart entfaltet ‚Alles, was wir geben mussten‘ eine unglaubliche emotionale Wucht, die noch lange nach dem Kinobesuch nachwirkt. Selten war ein Film so unglaublich traurig … und so unglaublich schön.“

„Anspruchsvolles Erzählkino, das unter die Haut geht“